# Козо Вилконтал
Козо Вилконтал (фр. Cazaux-Villecomtal) насеље је и општина у јужној Француској у региону Миди Пирене, у департману Жерс која припада префектури Миранд.
По подацима из 2011. године у општини је живело 91 становника, а густина насељености је износила 22,03 становника/km². Општина се простире на површини од 4,13 km². Налази се на средњој надморској висини од 247 метара (максималној 275 m, а минималној 157 m).

## Демографија
| 1962. | 1968. | 1975. | 1982. | 1990. | 1999. | 2011. |
| ----- | ----- | ----- | ----- | ----- | ----- | ----- |
| 91    | 98    | 92    | 94    | 91    | 83    | 91    |

График промене броја становника у току последњих година